# Silvio Branco
Silvio Branco (Civitavecchia, 26 agosto 1966) è un ex pugile italiano.
Soprannominato "Il Barbaro", è stato campione del mondo WBA e Silver WBC per la categoria dei pesi mediomassimi.

## Carriera
Professionista dal 1988, ha conquistato nel 1993 il titolo italiano dei pesi medi, difendendolo 4 volte, prima di passare, nel 1993, agli internazionali. Nel 1994, in Argentina, ha conquistato il titolo intercontinentale WBC categoria pesi medi.
Il 13 agosto 1995 ha vinto il titolo intercontinentale IBF battendo ai punti il pugile russo Alexander Zaitsev.
Nel 1996 ha sfidato il campione americano Thomas Tate per il titolo mondiale versione WBU (sigla non riconosciuta in Italia), aggiudicandosi l'incontro ai punti. Ha difeso la cintura per sei volte fino al 1998 quando è stato battuto da un altro pugile italiano Agostino Cardamone per KO alla 10ª ripresa. Cardamone ha poi battuto Branco anche nel rematch del 1999. Nello stesso anno, tuttavia, Branco ha ottenuto la possibilità di affrontare Johnson per il titolo vacante della WBU, aggiudicandosi la vittoria ai punti con verdetto unanime, in una decisione molto discussa.
Il 10 ottobre 2003, a Marsiglia, Branco ha sconfitto per KOT al 10º round il campione mondiale della sigla WBA dei mediomassimi Mehdi Sahnoune, conquistando così il titolo assoluto e diventando il primo italiano a vincere questo titolo. Cinque mesi più tardi ha messo in palio la cintura, a Lione, dove è stato sconfitto da un altro francese, Fabrice Tiozzo, al termine di uno spettacolare match in cui entrambi i pugili finirono al tappeto. 
Nel luglio del 2006, un mese prima del compimento dei suoi 40 anni, Silvio Branco ha conquistato per il mondiale WBA ad interim dei mediomassimi, battendo nettamente il portoricano Manny Siaca. Ha detenuto il titolo fino all'aprile del 2007, quando è stato battuto dallo sfidante croato Stipe Drews.
Il 25 settembre 2009, a Montréal, ha sfidato inutilmente il campione mondiale WBC dei mediomassimi Jean Pascal, nel terzo tentativo di conquista del titolo assoluto, incontro perso per KOT al 10º round. 
Il 12 marzo 2012 ha sfidato il pugile italiano Giacobbe Fragomeni per il titolo internazionale WBC dei massimi leggeri, l'incontro è stato giudicato pari. Il 12 dicembre 2012, alla vigilia dell'attesissima ripetizione dell'incontro, Branco ha acquistato la cintura dei pesi massimi leggeri versione Wbc –pratica regolare e consentita dalla Wbc – ed ha pubblicato sul proprio profilo facebook una foto con indosso la cintura dell'avversario. Il 15 dicembre 2012 a Riva del Garda, Branco e Fragomeni si sono affrontati con in palio la possibilità di disputare il Mondiale in un match molto discusso vinto ai punti da Fragomeni, al termine del quale non è stata data lettura dei risultati per ragioni di ordine pubblico. 
Il 6 luglio 2013 a Civitavecchia Branco ha conquistato il titolo Mondiale Silver WBC dei pesi massimi leggeri, battendo il finlandese Haapoja per decisione tecnica al 9º round. Sei mesi dopo, però, ha rinunciato a battersi per la corona mondiale. 
Il 6 maggio 2014, dopo aver proposto invano a Vincenzo Cantatore un match esibizione d'addio utile a decretare il miglior pugile di Roma, ha annunciato il suo ritiro dalla boxe professionistica. 

### Riconoscimenti sportivi
Nel 2008 Branco è stato insignito del Collare d'oro al Merito Sportivo, la più alta tra le altre onorificenze sportive ricevute nel corso della carriera, consegnategli da Romano Prodi, già Presidente del Consiglio.

## Vita privata
Si è diplomato nel 1986 all'Istituto tecnico per geometri, e dal 1994 è geometra abilitato. 
Anche suo fratello Gianluca Branco, classe 1970, è pugile professionista che ha disputato molti importanti incontri di livello internazionale. Dopo una lunga carriera che lo vede cedere nettamente nelle due chances per il titolo mondiale, prima nel 2004 contro Arturo Gatti e successivamente nel 2006 contro Miguel Cotto. Dopo essere diventato anche campione dell'Unione europea, Gianluca Branco il 23 novembre del 2014 all'età di 44 anni si è laureato campione europeo dei pesi welter, battendo per KOT Rafal Jackiewicz, lasciato vacante da Leonard Bundu.  
Nel 2011 Silvio Branco si è avvicinato per la prima volta alla politica. Al Comune di Civitavecchia ha presentato la sua candidatura in una Lista Civica a sostegno di Pietro Tidei sindaco, risultando il primo dei non eletti.
È un appassionato di basket e tifoso dei Los Angeles Lakers. Dedica il suo tempo libero alla gestione di una palestra di sua proprietà "Body Boxe" di Civitavecchia. 